# ارتم هنچارنکو
ارتم هنچارنکو (اوکراینی: Артем Гончаренко؛ زادهٔ ۲۱ مارس ۱۹۷۹) ورزشکار ورزش شنا اهل اوکراین است.